# سلطان أباد (خوشاب)
سلطان أباد (بالفارسية: سلطان‌آباد) هي منطقة سكنية تقع في إيران في قسم. يقدر عدد سكانها بـ 4,821 نسمة .